# Gunung Liwat (Pajar Bulan)
Gunung Liwat is een bestuurslaag in het regentschap Lahat van de provincie Zuid-Sumatra, Indonesië. Gunung Liwat telt 531 inwoners (volkstelling 2010).